# Abacetus zarudnyi
Abacetus zarudnyi là một loài bọ chân chạy thuộc phân họ Pterostichinae. Loài này được Tschitscherine mô tả lần đầu năm 1901.